# Norroy-le-Veneur
Norroy-le-Veneur [nɔʁwa lə vənœʁ] ist eine französische Gemeinde mit 1000 Einwohnern (Stand 1. Januar 2022) im Département Moselle in der Region Grand Est (bis 2015 Lothringen). Sie gehört zum Arrondissement Metz und zum Kanton Rombas.

## Geographie
Norroy-le-Veneur liegt zehn Kilometer nordwestlich von Metz auf einer Höhe zwischen 167 und 370 m über dem Meeresspiegel. Das Gemeindegebiet umfasst 8,45 km².

## Geschichte

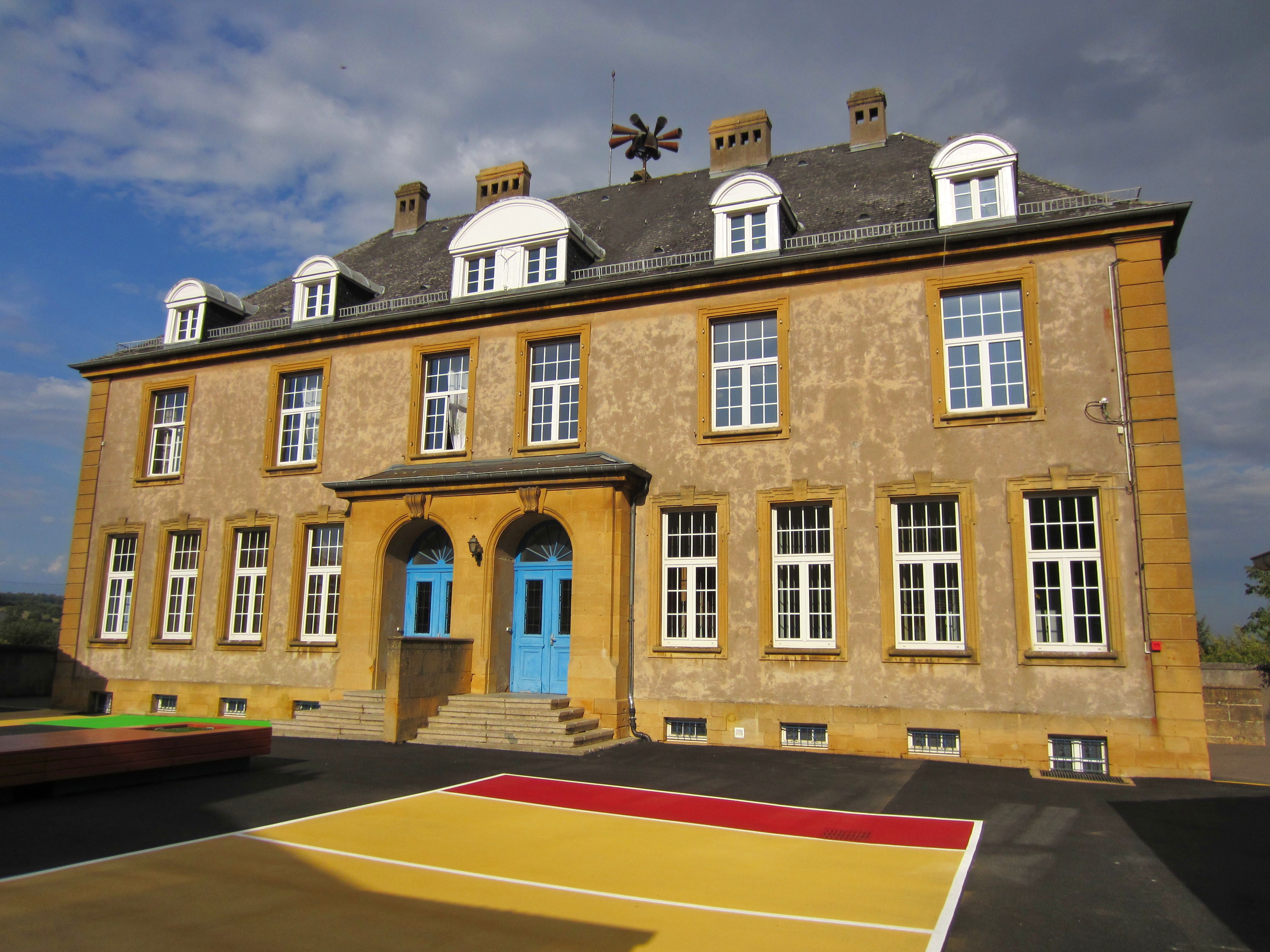
Grundschule

Der Ort wurde 960 als Nogaredum erwähnt und 1231 erstmals als Nouroit-le-Vinour. Die Ortschaft gehörte einst zur Grafschaft Bar und dann zum Bistum Metz.
Die Farben Azurblau und Gold im Gemeindewappen stehen für das Herzogtums Bar, zu dem Norroy gehörte.
Um die Bewohner des Dorfs wehrtüchtig zu erhalten, gewährten ihnen die Herzöge Heinrich und Karl IV. das freie Jagdrecht, worauf der Beiname des Ortsnamens zurückzuführen ist. Im Krieg gegen Herzog René 1489 brannten die Metzer das Dorf nieder, und 1655 wurden die Befestigungen zerstört. Die Kirchenglocke wurde nach Metz gebracht.
Durch den Frankfurter Frieden vom 10. Mai 1871 kam die Region an das deutsche Reichsland Elsaß-Lothringen, und das Dorf wurde dem Landkreis Metz im Bezirk Lothringen zugeordnet.
Nach dem Ersten Weltkrieg musste die Region aufgrund der Bestimmungen des Versailler Vertrags 1919 an Frankreich abgetreten werden und wurde Teil des Département Moselle.
Im Zweiten Weltkrieg war die Region von der deutschen Wehrmacht besetzt.
1915–1918 und 1940–1944 trug der Ort den eingedeutschten Namen Norringen.

### Bevölkerungsentwicklung
| Jahr      | 1962 | 1968 | 1975 | 1982 | 1990 | 1999 | 2007 | 2019 |
| Einwohner | 632  | 597  | 635  | 741  | 795  | 900  | 1015 | 1033 |

## Sehenswürdigkeiten

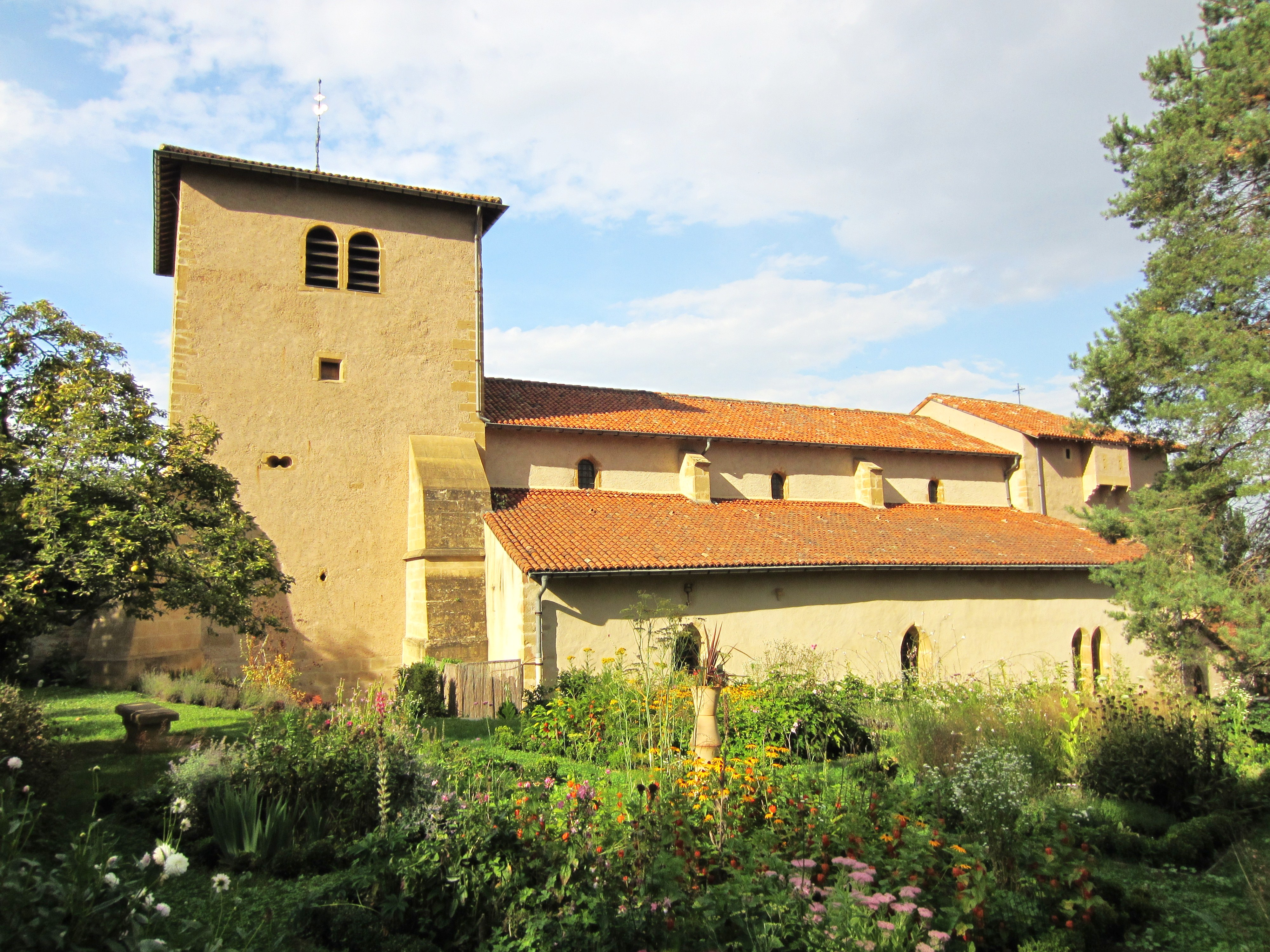
Kirche Saint-Pierre

- Kirche Saint-Pierre, gotischer Bau des 13. und 15. Jahrhunderts[1]

## Belege
1. 1 2   Franz Xaver Kraus: Kunst und Alterthum in Elsass-Lothringen. Beschreibende Statistik. Band III: Kunst und Althertum in Lothringen, Friedrich Bull, Straßburg 1886, S. 822–825 (books.google.de).
2. 1 2 3  Eugen H. Th. Huhn: Deutsch-Lothringen. Landes-, Volks- und Ortskunde, Stuttgart 1875, S. 271–272  (google.books.de).
3. ↑  Wappenbeschreibung auf genealogie-lorraine.fr (französisch)